# Kenyanthropus
Kenyanthropus platyops, Homo platyops
Genre
Espèce
Synonymes
- Homo platyops

Kenyanthropus platyops (« homme à face plate du Kenya »), unique représentant du genre Kenyanthropus, est une espèce aujourd'hui éteinte d'hominidés, datant du Pliocène supérieur soit il y a environ entre 3,5 et 3,2 Ma (millions d'années).
Le principal fossile est un crâne, découvert en 1999 par l'équipe de Meave Leakey, sur la rive ouest du Lac Turkana au Kenya.

## Fossiles et principales caractéristiques
Le spécimen princeps (KNM-WT 40000) possède une face large et plate. Il était associé à un os d'orteil qui laisse à penser qu'il marchait probablement en position redressée. Les dents sont intermédiaires par leur forme entre celles des grands singes et celles des hommes.

## Position phylogénétique
Kenyanthropus platyops est la seule espèce décrite dans son genre. Selon certains paléoanthropologues, Kenyanthropus pourrait ne pas constituer un taxon valable puisque les restes du spécimen princeps ont subi de telles déformations que ses caractères morphologiques sont difficiles à apprécier. Il pourrait s'agir plus simplement d'un spécimen d’Australopithecus afarensis, dont on sait qu'il a vécu à la même époque et dans la même aire géographique. D'autres chercheurs pensent que, par sa face plus plate, le crâne se rapproche de KNM ER 1470 (Homo rudolfensis) et se demandent s'il n'est pas plus près du genre Homo, peut-être même un ancêtre direct de celui-ci.